# IC 3483
IC 3483 ist eine spiralförmige Zwerggalaxie vom Hubble-Typ SBb/P im Sternbild Jungfrau auf der Ekliptik. Die Galaxie ist schätzungsweise 74 Millionen Lichtjahre von der Milchstraße entfernt und hat einen Durchmesser von etwa 1.000 Lichtjahren.
Gemeinsam mit IC 3481 und PGC 41646 bildet sie das Galaxientriplett Arp 175. Unter der Katalognummer VCC 1486 wird sie als Mitglied des Virgo-Galaxienhaufens gelistet, ist dafür jedoch zu weit entfernt.
Halton Arp gliederte seinen Katalog ungewöhnlicher Galaxien nach rein morphologischen Kriterien in Gruppen. Diese Galaxie gehört zu der Klasse Galaxien mit schmalen Gegenarmen.
Im selben Himmelsareal befinden sich u. a. die Galaxien NGC 4503, NGC 4528, IC 3470, IC 3481.
Das Objekt wurde am 10. Mai 1904 von Royal Harwood Frost entdeckt.